# P32 (潜水艦)
P32 (HMS P32) は、1941年に就役したイギリス海軍の潜水艦。U級の一隻。

## 艦歴
1940年4月30日起工。1940年12月15日進水。1941年5月3日就役。
「P32」は1941年7月17日にマルタに到着した。マルタへの途上、「P32」はフィニステレ岬沖で空襲によって損傷し、ジブラルタルで修理に6週間費やしていた。サブスタンス作戦時はサルデーニャ沖で哨戒を行った。
8月12日に「P32」は出撃しトリポリの北北東12マイルの場所へと向かった。また。8月6日には「P33」が出撃してトリポリ灯台の西北西17マイルへ向かっており、8月16日には「ユニーク」が出撃して「P32」と「P33」の間へと向かった。
8月18日正午ごろ、「P32」では西の方から爆雷の爆発音が聞こえた。「P32」の艦長アブディ大尉は「P33」が攻撃を受けているのではないかと考えた。爆発は2時間にわたって続き、アブディは水中電話で「P33」と連絡を取ろうとしたが応答は無かった。
次いで「P32」は護衛を伴った商船5隻からなる船団を発見した。船団は機雷原の中の掃海水道に入っており、アブディは機雷原の下を通過して船団の前方に出ようとした。掃海水道と思われるところで潜望鏡深度へ浮上しようとしたところ、「P32」の左舷前方が機雷に触れた。「P32」は左舷側に傾き、海底に衝突した。また、機雷の爆発で発令所の前部防水扉が閉じて固着し、浸水した前部区画で8名が死亡した。海底へ衝突した衝撃で文書破棄用の塩酸のビンが割れ、電池室からは塩素ガスも発生した。アブディは総員退艦を命じ、デイビス式潜水艦脱出装置が配布された。脱出用ハッチのある機関室へ24名全員が移動したが、機関室の空気の消費を減らすためアブディは志願した操舵長カークと機関員マーチンと共に発令所からの脱出を試みた。3人は脱出に成功したが、浮上したときマーチンは死亡していた。
船団の船では「P32」が触れた機雷の爆発に気づいていたはずだが、その護衛艦は調査には向かわなかった。船団の護衛中であったZ501飛行艇が爆発による水柱を目撃しており、20分ほどそこにとどまった後トリポリへ向かった。同機は給油後Pisidaへ向かったが、その途中で再び現場を通過し、パイロットは「生存者二名と死体二体を発見した」と記録している。トリポリへ報告が行き、派遣されたMASによってアブディとカークは救助された。アブディとカークは地中海で失われたU級潜水艦の乗員で唯一の生存者であった。
「P32」が触れた機雷はイタリアのものだと推測されるが、トリポリへの掃海水道には連合駆軍機が機雷を投下しており、「P32」はそれに触れたのだとアブディは考えていた。
「P32」および同じく未帰還となった「P33」は触雷沈没と推定されたが、両者の作戦場所には既知のフランスの機雷原しかなかったため沈没原因は機雷ではなく、「P32」は内部爆発で沈んだのだろう、とするものもある。